# Flebodium złociste

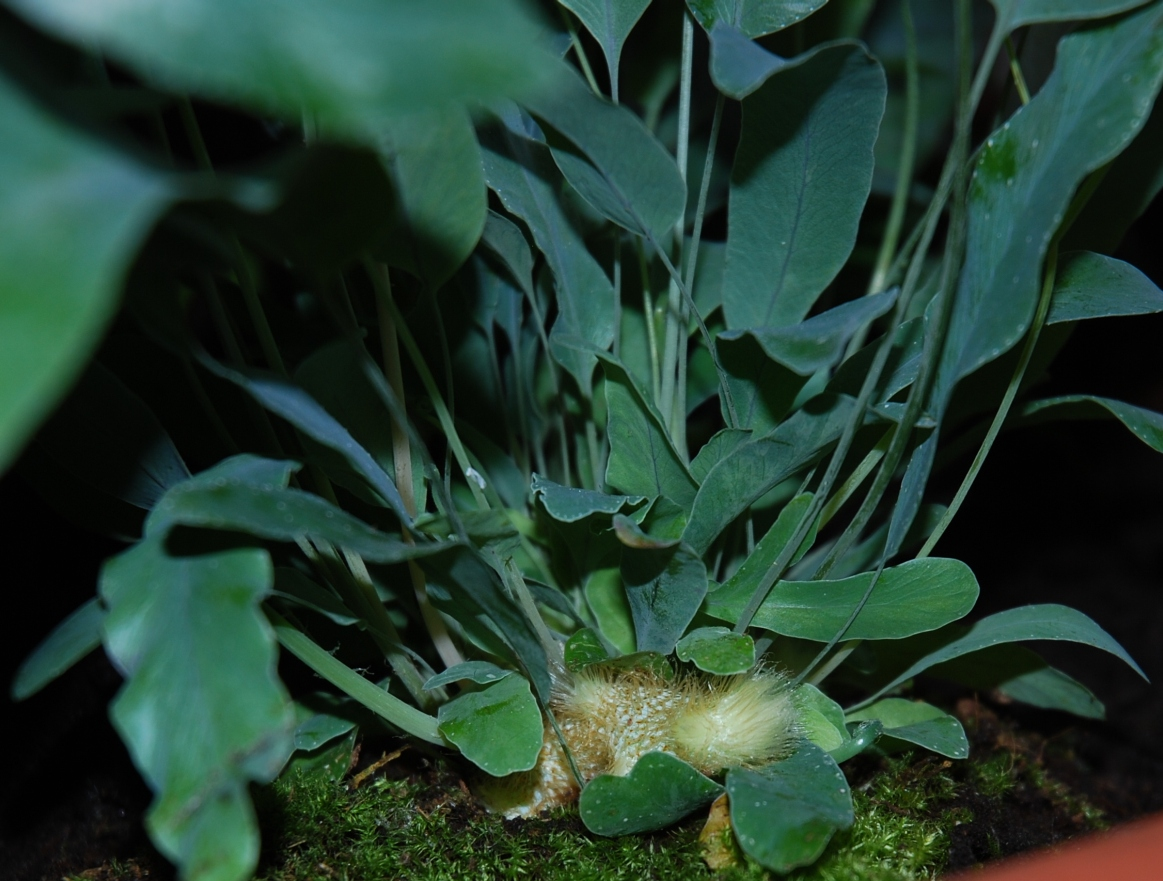
Młode flebodium z widocznym kłączem o złotej barwie

Flebodium złociste, paproć złocista (Phlebodium aureum) – gatunek paproci należący do rodziny paprotkowatych (Polypodiaceae). Występuje w Ameryce od Florydy i południowej Georgii na północy, poprzez Karaiby po północną i wschodnią część Ameryki Południowej, sięgając do Paragwaju na południu. Jako gatunek inwazyjny występuje na Hawajach. Jako jedyny z gatunków tego rodzaju ma zasięg wykraczający poza Amerykę Południową. Nazwa gatunkowa pochodzi według różnych źródeł, albo od złocistych zarodni, albo od takiego samego koloru łusek okrywających kłącze.

## Morfologia
PokrójRoślina wieloletnia osiągająca wysokość ponad 1 m.
LiścieDługoogonkowe, blaszka liściowa pojedynczo pierzasta, silnie powcinana, o zmiennym ubarwieniu od jasnozielonego po morskie. Liście osiągają długość od 30 do 140 (150) cm. Na spodzie wykształcają się kupki jasnożółtych zarodni.
KłączePełzające, o 8-15 mm (rzadziej 30 mm) średnicy, gęsto pokryte złoto-brązowymi łuseczkami o długości 10-20 mm.

## Zmienność i pochodzenie
Gatunek bardzo zmienny. Wyróżnia się w niektórych opracowaniach dwie odmiany (czasem podnoszone do rangi podgatunku lub odrębnych gatunków): Phlebodium aureum var. aureum oraz P. aureum var. areolatum (Humboldt & Bonpland ex Willdenow) Farwell. Ten drugi takson uznawany bywa za odrębny gatunek Phlebodium pseudoaureum (Cavanilles) Lellinger i uważany jest za jeden z gatunków rodzicielskich taksonu typowego. Flebodium złociste jest bowiem utrwalonym w wyniku allopoliploidyzacji mieszańcem między P. pseudoaureum i P. decumanum (Willdenow) J. Smith.
Wyróżnia się odmianę uprawną 'Mandaianum' o listkach falistych i gęsto powcinanych.

## Ekologia
Występuje w tropikalnych i subtropikalnych lasach zarówno jako epifit jak i roślina naziemna. Występuje w zróżnicowanych mikroklimatach od bagiennych po lasy suche, gdzie jednak jest rośliną sezonową, a jej liście na czas suszy zamierają. W odróżnieniu od większości paproci potrzebuje sporo światła.

## Zastosowanie
- W ziołolecznictwie: stosowane w medycynie ludowej Indian na wiele schorzeń począwszy od astmy po choroby serca. Kłącze stosowano miejscowo w leczeniu łuszczycy[4]. Okazało się skuteczne jako immunomodulator (wybiórczo moduluje nadczynność komórek układu odpornościowego), lek neuroprotekcyjny (chroni komórki mózgu), tłumiący kaszel, działa również przeciwzapalne[9][10][11][12].
- Roślina uprawiana jako ozdobna w doniczkach i pojemnikach, w tym zalecana jako doskonale nadająca się do pojemników wiszących[13]. Jej walorem ozdobnym są liście o ciekawym kolorze i kształcie.

## Uprawa
WymaganiaRoślina preferuje stanowiska dobrze oświetlone, w półcieniu – nie znosi bezpośredniego słońca. Wymaga wysokich temperatur latem, zimą ze spadkami do 14-16 °C, toleruje minimalną temperaturę w wysokości ok. 12 °C. Podłoże powinno być zawsze lekko wilgotne. Podobnie najlepiej rośnie przy dużej wilgotności powietrza. Dobrze rośnie w zwykłej ziemi kompostowej, nawożonej co dwa tygodnie w okresie wegetacji. Wymaga przesadzania co roku, ponieważ w dobrych warunkach silnie się rozrasta. Wskazane jest usuwanie więdnących liści.
RozmnażaniePrzez wysiew zarodników oraz podział kłączy.